# Berto Monard
Libert (Berto) A. G. Monard (Belgio, ...) è un ingegnere ed astrofilo belga.
Libert A. G. Monard, più comunemente conosciuto come Berto Monard è uno dei più conosciuti astrofili a livello mondiale: è membro della AAVSO, sigla MLF, e nonostante sia solo un astronomo dilettante è membro della Unione astronomica internazionale.

## Biografia
Nato in Belgio risiede dal 1981 in Sudafrica dove ha lavorato nel campo della fotometria presso il National Metrology Laboratory del Council for Scientific and Industrial Research (CSIR), è in pensione dal 2008.

## Attività osservativa
Monard ha cominciato ad osservare nel 1990; in seguito si è costruito un osservatorio astronomico, l'osservatorio Bronberg, a circa 40 km da Pretoria. Dal 2002 fa parte del CBA (Center for Backyard Astrophysics).
Monard ha compiuto osservazioni in campi molto diversi dell'astronomia:
- osservazioni di stelle variabili, in particolare delle variabili cataclismatiche[7].
- supernove: dal 2001 al 2015 ha scoperto ben 125 supernove da solo ed altre 6 con altri coscopritori[8].
- GRB: nel 2003 è stato il primo astrofilo ad osservare un GRB[4].
- scoperta di esopianeti: ha partecipato alla scoperta e alla conferma di esopianeti tramite l'osservazione di microlenti gravitazionali, tra questi sono da citare OGLE 2008-BLG-109[9] e MOA-2008-BLG-310Lb[10], entrambi scoperti nel 2008.

## Riconoscimenti
- nel 1999 gli è stato dato l'Observer Awards[11].
- nel 2001 ha ricevuto il Nova/Supernova Award[12].
- nel 2004 gli è stato attribuito il Gamma-Ray Burst Award[13][14].
- nel 2004 gli è stato assegnata la Medaglia Gill[4].